# Ombre sultane
Ombre sultane est un roman d'Assia Djebar paru en 1987. Il a été réédité en poche en 2008. Il a été traduit en anglais sous le titre A Sister to Scheherazade en 1993.

## Résumé
Le roman raconte la vie de deux femmes, Isma et Hadjila, épouses du même homme dans le contexte de la polygamie en Algérie. Isma est une femme moderne qui a quitté son époux et lui a fait épouser Hadjila, issue d'un milieu traditionnel.